# Camilo C. Restrepo Callejas
Camilo Claudio Restrepo Callejas (Medellín, 30 de octubre de 1864 - Ibidem, 8 de abril de 1933) fue un empresario e ingeniero colombiano.

## Biografía
Nacido en el hogar de Fernando Restrepo y Concepción Callejas, Camilo C. -como es más conocido- hizo sus estudios superiores en el Columbia College, actualmente Universidad de Columbia, donde obtuvo los títulos de Ingeniero Civil (1887) e Ingeniero de Minas (1888). Cuarenta años después esta institución lo galardonó, al lado de otros ilustres egresados de la misma.
Luego de diez años de ausencia, regresó a Medellín, aceptando el cargo de Ingeniero Jefe del Ferrocarril de Antioquia, con residencia en Puerto Berrío -por aquel entonces una región insalubre-, que ocupó durante 14 meses. Durante este tiempo organizó las finanzas de la empresa y dotó a la misma de mejores equipos para la construcción de la vía. Regresó a Medellín en 1891.
Allí contrajo matrimonio con Ana Mejía Trujillo, hermana del también empresario Gonzalo Mejía, con quién impulsaría, entre otros proyectos, la Carretera al Mar, entre Medellín y Turbo. Por aquel entonces entró a formar parte de la compañía de su padre. Se ocupó de asuntos financieros y obras de drenaje en la ciudad. Más adelante influyó de manera decisiva en la conformación de la empresa Ferrocarril de Amagá, obra con la que más se le ha identificado. A esta tarea dedicó sus energías, sus vastos conocimientos y su carácter, los cuales, muchas veces, se vieron entorpecidos por parte de los mismos gobernantes, quienes no veían con buenos ojos que los trenes de dicha empresa llegasen primero a Medellín antes que los del propio Ferrocarril de Antioquia.
Varios presidentes le ofrecieron altos cargos en sus gobiernos: Su primo Carlos E. Restrepo lo nombró Agente Fiscal de la República en Londres; Pedro Nel Ospina, como Ministro de Obras Públicas; y Enrique Olaya Herrera, la Embajada en Washington. Declinó estos por sus compromisos con el Ferrocarril (el primero) y por quebrantos de salud (los restantes).
Camilo C. Restrepo llegó a ser consejero desinteresado de numerosas empresas para la solución de múltiples problemas. Fue Diputado a la Asamblea Departamental de Antioquia y miembro principal de las juntas directivas de varios bancos, y empresas vinculadas a los ámbitos minero e industrial. 
En 1929, el presidente Miguel Abadía Méndez lo nombró Gobernador de Antioquia, cargo en el cual fue ratificado por el presidente Enrique Olaya Herrera al inicio de su gobierno.
La Carretera al Mar fue su obra más importante. Consiguió la aprobación de una Ley de la República en la que se otorgaban beneficios especiales a ella. Como se dijo anteriormente, en esta realización lo acompañaría su cuñado Gonzalo Mejía.
Entre 1929 y 1931, Camilo C. Restrepo fue honrado por el Congreso de Colombia con la Primera Designatura a la Presidencia de Colombia (Hasta 1994, los Designados reemplazaban al Presidente titular durante sus ausencias). Cuando el gobierno de Miguel Abadía entraba en sus postrimerías, se le pidió insistentemente que ocupara la Presidencia de la Nación, pero se negó a aceptar el cargo, alegando que en tan corto tiempo no podría él organizar la cuestión pública y que en cambio el país podría sufrir gravísimos trastornos. Murió en Medellín, el 8 de abril de 1933. A su deceso, fue objeto de numerosos tributos y honores a su memoria.